# Касано ал'Йонио
Каса̀но ал'Йо̀нио (на италиански: Cassano all'Ionio, обикновено се намира неофициална форма Cassano allo Ionio, Касано ало Йонио) е град и община в Южна Италия, провинция Козенца, регион Калабрия. Разположен е на 250 m надморска височина. Населението на общината е 18 652 души (към 2013 г.).
В общинската територия се намират останките на древногръцкия град Сибарис.